# تاوريرت نتكرامت (آيت اوليلي)
تاوريرت نتكرامت هو دُوَّار يقع بجماعة تيزغران، إقليم تيزنيت، جهة سوس ماسة في المملكة المغربية. ينتمي الدوّار لمشيخة آيت اوليلي التي تضم 43 دوار. يقدر عدد سكانه بـ 104 نسمة حسب الإحصاء الرسمي للسكان والسكنى لسنة 2004.

## روابط خارجية
- البوابة الوطنية للجماعات الترابية نسخة محفوظة 12 مارس 2018 على موقع واي باك مشين.
- المندوبية السامية للتخطيط